# Liste der Monuments historiques in Juziers
Die Liste der Monuments historiques in Juziers führt die Monuments historiques in der französischen Gemeinde Juziers auf.

## Liste der Bauwerke
| Bezeichnung                    | Beschreibung                  | Standort                  | Kennzeichnung | Schutzstatus | Datum | Bild           |
| ------------------------------ | ----------------------------- | ------------------------- | ------------- | ------------ | ----- | -------------- |
| Kirche St-Michel               | Erbaut im 11./12. Jahrhundert | (Lage)                    | PA00087465    | Classé       | 1850  | weitere Bilder |
| Maison du Mesnil-Saint-Laurent | Erbaut im 18. Jahrhundert     | Rue Berthe Morisot (Lage) | PA00087466    | Inscrit      | 1946  |                |

## Liste der Objekte

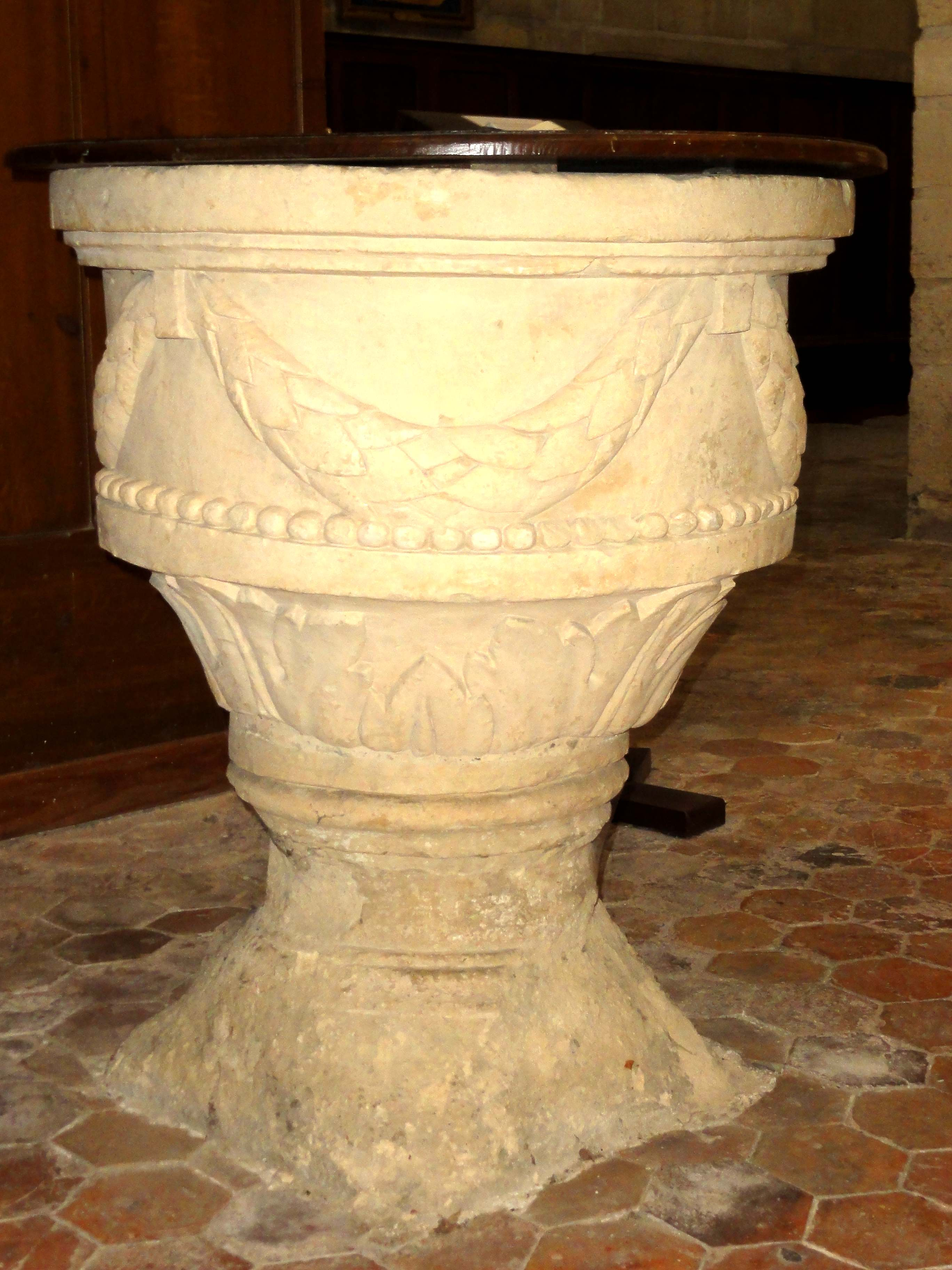
Taufbecken in Juziers

- Monuments historiques (Objekte) in Juziers in der Base Palissy des französischen Kultusministeriums

Siehe auch: Taufbecken (Juziers)